# Sęków
Sęków – wieś w Polsce położona w województwie lubelskim, w powiecie włodawskim, w gminie Urszulin.
W latach 1975–1998 miejscowość administracyjnie należała do województwa chełmskiego.
Wieś stanowi sołectwo gminy Urszulin. Według Narodowego Spisu Powszechnego z roku 2011 wieś liczyła 60 mieszkańców.
Wierni Kościoła rzymskokatolickiego należą do parafii św. Stanisława w Wereszczynie.

## Części wsi
| SIMC    | Nazwa        | Rodzaj    |
| ------- | ------------ | --------- |
| 1025858 | Hałas        | część wsi |
| 0108980 | Pod Bubnowem | część wsi |

## Historia
W wieku XIX Sęków stanowił wieś w powiecie włodawskim, gminie Wola Wereszczyńska, parafii Wereszczyn, odległy 28 wiorst od Włodawy. Nazwę tę nosiło pięć folwarków utworzonych na obszarze dóbr Wereszczyn a następnie od nich oddzielonych. Folwark Sęków został w 1883 roku oddzielony od dóbr Wereszczyn. Dobra należały do rodu Wereszczyńskich herbu Korczak od XV wieku.